# Мустафаев, Чингиз Магеррам оглы
Чингиз Магеррам оглы Мустафаев (азерб. Çingiz Məhərrəm oğlu Mustafayev; род. 11 марта 1991, Москва) — азербайджанский певец, гитарист. Представлял Азербайджан на конкурсе «Евровидение-2019», где занял 8-е место. Принимал участие в конкурсе «Новая волна» и фестивале «Жара». За время карьеры достиг популярности в странах Центральной Азии и Восточной Европы.

## Биография
Чингиз Мустафаев родился в Москве, вырос в азербайджанском городе Газахе. В 13 лет переехал вместе с матерью и братом в Баку. С детства обучался игре на гитаре и писал песни.
Увлекается испанской школой игры на гитаре, кун-фу и йогой.

## Творчество
В 2004 году стал победителем азербайджанской версии конкурса талантов Pop Idol в Баку («Новая звезда»). Участвовал в отборочных турах на международный конкурс «Евровидение-2011», но не смог выйти в финал. В 2013 году представил Азербайджан на музыкальном конкурсе «Новая волна 2013» в Юрмале. Это было второе участие Азербайджана на конкурсе «Новая волна», после выступления Milk&Kisses в 2010 году. На конкурсе Чингиз занял десятое место после трёх конкурсных дней.
В 2012 году вошёл в состав жюри Международного фестиваля песни Riga Symphony в Риге.
В 2016 году участвовал в украинской версии конкурса вокалистов «Голос» на телеканале «1+1» в составе команды Святослава Вакарчука.
8 марта 2019 года азербайджанский вещатель iTV объявил, что Чингиз с песней «Truth» представит страну на международном песенном конкурсе «Евровидение-2019» в Тель-Авиве, Израиль. Получил 12 баллов от России в финале конкурса.
В августе 2019 года певец выступил на Международном музыкальном фестивале-премии Nur-Sultan Music Awards в Казахстане. Кроме Чингиза также выступили исполнители из Франции, Латвии, Узбекистана, Казахстана и других стран.
Записал дуэты с известными азербайджанскими исполнителями Самирой, Замигом. Организовал и выступает совместно с музыкальной группой «Palmas».